# Bayubas de Abajo
Bayubas de Abajo é um município da Espanha na província de Sória, comunidade autónoma de Castela e Leão, de área 44,09 km² com população de 240 habitantes (2006) e densidade populacional de 5,44 hab./km².

## Demografia
| Variação demográfica do município entre 1991 e 2004 | Variação demográfica do município entre 1991 e 2004 | Variação demográfica do município entre 1991 e 2004 | Variação demográfica do município entre 1991 e 2004 |
| --------------------------------------------------- | --------------------------------------------------- | --------------------------------------------------- | --------------------------------------------------- |
| 1991                                                | 1996                                                | 2001                                                | 2004                                                |
| 323                                                 | 291                                                 | 267                                                 | 250                                                 |